# 利貝雷茨市政廳

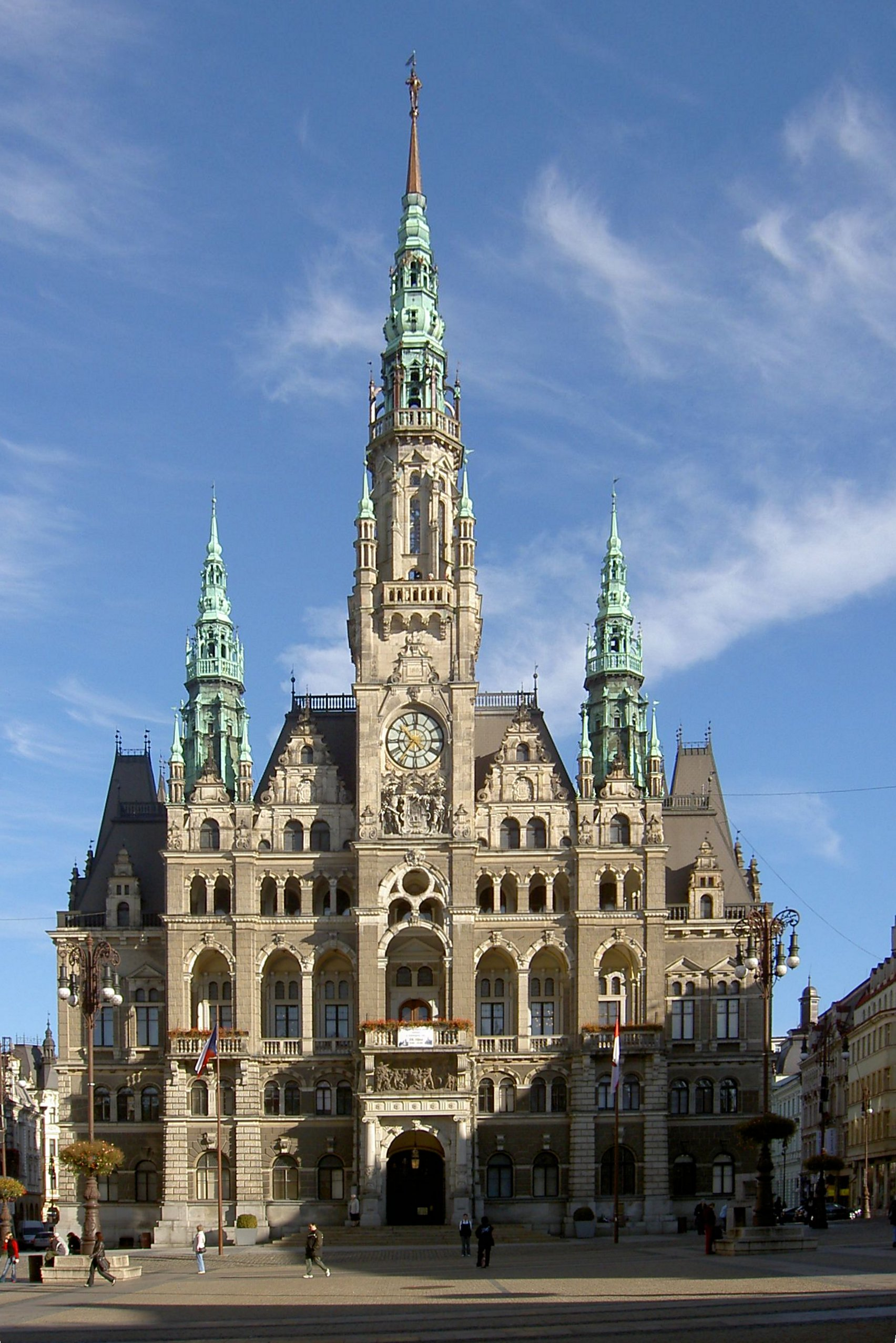
利貝雷茨市政廳

利貝雷茨市政廳（Liberec Town Hall）是捷克城市利貝雷茨的市政廳，外觀為新文藝復興建築。利貝雷茨市政廳修建於1888年至1893年期間，設計者是維也納建築家Franz Neumann。市政廳外表裝飾十分豪華，外觀類似維也納市政廳。利貝雷茨市政廳的尖塔高65米。